# Biton kolbei
Espèce
Synonymes
- Daesia kolbei Purcell, 1899

Biton kolbei est une espèce de solifuges de la famille des Daesiidae.

## Distribution
Cette espèce se rencontre au Zimbabwe et en Afrique du Sud.

## Description
La femelle holotype mesure 19,5 mm.
Les mâles décrits par Roewer en 1933 mesurent de 18 à 19 mm et la femelle 18 mm.

## Étymologie
Cette espèce est nommée en l'honneur de Friedrich Carl Kolbe.

## Publication originale
- Purcell, 1899 : New and little known South African Solifugae in the collection of the South African Museum. Annals of the South African Museum, vol. 1, p. 381-432 (texte intégral).